# Djursjukhuset
Djursjukhuset är ett TV-program på Sveriges Television som har visats i olika SVT-kanaler med början år 1997. Programmet har haft flera olika programledare sedan starten och leds sedan 2016 av Sofia Rågenklint och Anders "Ankan" Johansson.

## Handling
Programledarna åker ut till Kolmårdens djurpark, Regiondjursjukhuset Helsingborg, Malmö djursjukhus, Göteborgs djursjukhus och utomlands och visar vardagen hos veterinärerna på djursjukhusen.

### Programledare
- Ingvar Ernblad (1997–2006)
- Emma Kronqvist (1997-2002)
- Katti Hoflin
- Klara Zimmergren (2009 – 2010)
- Jonas Leksell (2011)
- Anders "Ankan" Johansson 2008, 2013, 2016 –
- Sofia Rågenklint 2012, 2014 –